# Álvaro Soares
Álvaro Soares (10 de dezembro de 1975) é um jogador da selecção portuguesa de Futebol de Praia. Atua como defensor.